# Allium amphibolum
Allium amphibolum — вид рослин з родини амарилісових (Amaryllidaceae); поширений у центральній Азії.

## Опис
Цибулини щільно скупчені, циліндрично-конічні, діаметром 1–1.5 см; оболонка жовтувато-коричнева. Листки лінійні, коротші від стеблини, завширшки 3–5 мм, плоскі, краї гладкі. Стеблина 20–30 см, вкрита листовими піхвами на 1/4–1/3 довжини. Зонтик півсферичний, густо багатоквітковий. Оцвітина трояндово-бузкова чи пурпурувато-червона; сегменти з темно-пурпуровою серединною жилкою, зовнішні ланцетні, 5–6 мм. 2n = 48. Період цвітіння: липень.

## Поширення
Поширення: Казахстан, Монголія, Китай — західний Сіньцзян, Росія — Алтай, Тува.
Населяє схили.